# (791) Ani
(791) Ani – planetoida z pasa głównego asteroid,

## Odkrycie
Została odkryta 29 czerwca 1914 roku w Obserwatorium Simejiz na górze Koszka na Półwyspie Krymskim przez Grigorija Nieujmina. Nazwa pochodzi od ormiańskiego miasta Ani leżącego obecnie w Turcji. Przed nadaniem nazwy planetoida nosiła oznaczenie tymczasowe (791) 1914 UV.

## Orbita
(791) Ani okrąża Słońce w ciągu 5,5 lat w średniej odległości 3,12 au. Należy do rodziny planetoidy Meliboea.